# Fintan Coogan senior
Fintan Coogan (senior) (* 13. April 1910 in Galway; † 4. November 1984 ebenda) war ein irischer Politiker der Fine Gael. Er war von 1954 bis 1977 Teachta Dála (Abgeordneter) im Dáil Éireann. 

## Biografie
Coogan arbeitete als Schmied. Er ist der Vater des Politikers Fintan Coogan junior. 
Er war lange Zeit kommunalpolitisch aktiv im Galway County Council und im Galway City Council. Von 1961 bis 1962, von 1969 bis 1970 und von 1974 bis 1975 war er Mayor (Bürgermeister) von Galway.
Er versuchte erstmals, bei den Wahlen 1951 im Wahlkreis Galway West einen Sitz im Dáil zu erringen, scheiterte jedoch. Bei den Wahlen 1954 gelang es ihm dann aber, in den Dáil einzuziehen. Diesen Sitz konnte er jeweils bei den Wahlen 1957, 1961, 1965, 1969 und 1973 verteidigen. Bei den Wahlen zum Dáil Éireann 1977 verlor er den Sitz.

## Quelle
- Eintrag auf der Homepage des Oireachtas